# Clubes rivais da mesma cidade
Ao longo da história do desporto existem diversos clubes que, sendo originários da mesma cidade, alimentam rivalidades históricas.

## Portugal

### Cidade de Lisboa
O Sporting Clube de Portugal e o Sport Lisboa e Benfica têm uma rivalidade histórica.

### Cidade do Porto
Futebol Clube do Porto e Boavista Futebol Clube. 

## Espanha

### Cidade de Madrid
Real Madrid Club de Fútbol (Inicialmente Madrid Foot-Ball Club) e Club Atlético de Madrid (Inicialmente filial do Athletic Bilbao e que em 1939 fundiu-se com o Aviación Nacional mudando para Athletic Aviación de Madrid).

## Itália

### Cidade de Milão
Associazione Calcio Milan (Inicialmente Milan Cricket and Foot Ball Club) e o Football Club Internazionale Milano (Em 1928 fundiu-se com a Unione Sportiva Milanese e renomeado para Ambrosiana SS Milano).

## Inglaterra

### Cidade de Manchester
Manchester United Football Club (Inicialmente Newton Heath Lancashire and Yorkshire Railway) e o Manchester City Football Club (Inicialmente St. Mark's)